# Таємниця гірського озера
«Таємниця гірського озера» — радянський кінофільм Олександра Роу 1954 року. Екранізація повісті Вахтанга Ананяна «На березі Севана».

## Сюжет
Полям і садам великого селища, що знаходиться в горах Вірменії, не вистачає води. У стародавні часи, згідно з переказами, саме тут протікала річка, води якої зле чудовисько Дев сховав від непокірних людей. Але одного разу в селище приїхали геологи. Камо, Микита і Грікор вирішують допомогти експедиції і відправляються в похід. Самовільна подорож хлопців ледь не закінчилося загибеллю Камо. Сето, що тим часом вивчає геологію, знаходить в горах залишок старовинної плити з клинописом і дізнається, що річка, яка протікала цими місцями, зникла після землетрусу. Піонери збирають загін і відправляються в гори слідом за геологами, щоб повідомити їм про важливе відкриття. Гроза, що несподівано почалася, змушує хлопців сховатися в печері, вихід з якої незабаром завалює. Блукаючи таємничими підземними лабіринтами, хлопці знаходять зниклу річку. Через деякий час друзі їх знайдуть, геологи підірвуть скелю і вільні води старої річки хлинуть на випалені сонцем поля.

## У ролях
- Гурген Габриєлян — дідусь Асатур
- Є. Арутюнян — Наргіз-таті
- В. Данієлян — Арам Михайлович
- Г. Ашутян — Баграт Степанович
- Татул Дилакян — Єгіше
- Арус Асрян — Сона
- Л. Леонідов — Андрій Петрович
- Ваган Багратуні — геолог
- Г. Мушегян — геолог
- Лілія Оганесян — Каріне
- Борис Керопян — Дев
- Кнарік Сароян — Асмік
- Нерсік Оганесян — Камо
- Роман Погосян — Грікор
- Рубік Ханзадян — Сето
- Володимир Феоктистов — Микита
- Неллі Мелкумян — Світа
- Вікторія Терзібашян — Кнарік
- Роберт Мкртчян — Аршак
- Альберт Акопян — Вагаршак

Пісню Каріне виконує Гоар Гаспарян

## Знімальна група
- режисер-постановник — Олександр Роу
- сценаристи — Арша Ованесова, Маро Єрзинкян
- режисери — Юрій Єрзинкян, Яків Кочарян
- оператор комбінованих зйомок — Микола Ренков
- художники — Сергій Арутчян, Юрій Швець
- художник по костюмам — Валентин Подпомогов
- художник-гример — А. Сааджян
- звукооператор — Д. Джалалян
- монтаж — К. Блінов, В. Айказян
- тексти пісень — Г. Сарян, Н. Адамян
- директор — В. Бадалян
- композитор — Ашот Сатян